# روز حقوق بشر

روز جهانی حقوق بشر (به انگلیسی: Human Rights Day) یک رویداد سالانه است که در ۱۰ دسامبر، برگزار می‌شود. این روز توسط یونسکو نامگذاری شده‌است.

## اعلامیه جهانی حقوق بشر

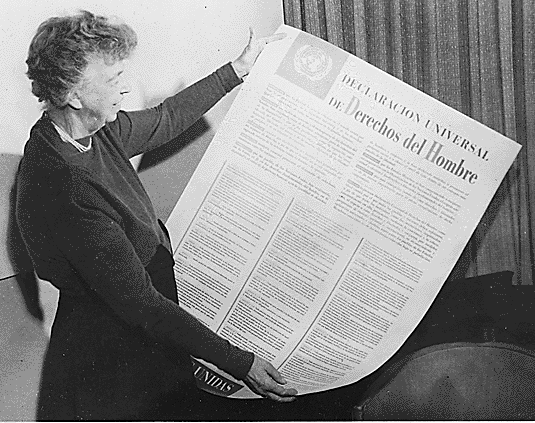
النور روزولت، با نسخهٔ اسپانیایی اعلامیه جهانی حقوق بشر.

اعلامیهٔ جهانی حقوق بشر یک پیمان بین‌المللی است که در مجمع عمومی سازمان ملل متحد در تاریخ ۱۰ دسامبر ۱۹۴۸ در پاریس به تصویب رسیده‌است. این اعلامیه نتیجهٔ مستقیم جنگ جهانی دوم بوده و برای اولین بار حقوقی را که تمام انسان‌ها مستحق آن هستند، به صورت جهانی بیان می‌دارد. اعلامیهٔ مذکور شامل ۳۰ ماده است که به تشریح دیدگاه سازمان ملل متحد در مورد حقوق بشر می‌پردازد. مفاد این اعلامیه حقوق بنیادی مدنی، فرهنگی، اقتصادی، سیاسی، و اجتماعی‌ای را که تمامی ابنای بشر در هر کشوری باید از آن برخوردار باشند، مشخص کرده‌است.